# Danielle Zangrando
Danielle Zangrando (ur. 25 lipca 1979) – brazylijska judoczka. Dwukrotna olimpijka. Zajęła szesnaste miejsce w Atlancie 1996 i odpadła w eliminacjach w Atenach 2004. Walczyła w wadze lekkiej.
Brązowa medalistka mistrzostw świata w 1995 i siódma w 1997; uczestniczka zawodów w 1999 i 2007. Startowała w Pucharze Świata w 1995-1997, 2000, 2005, 2007 i 2008. Złota medalistka igrzysk panamerykańskich w 2007, brązowa w 1995 i 1999. Zdobyła sześć medali na mistrzostwach panamerykańskich w latach 1996 - 2009. Trzykrotna medalistka mistrzostw Ameryki Południowej. 

## Letnie Igrzyska Olimpijskie 1996
| Konkurencja | Eliminacje          | Klas. końcowa |
| Konkurencja | Przeciwnik I        | Miejsce       |
| ----------- | ------------------- | ------------- |
| 56 kg       | Mária Pekli (HUN) P | 16.           |

## Letnie Igrzyska Olimpijskie 2004
| Konkurencja | Eliminacje          | Eliminacje                  | Repasaże                 | Klas. końcowa |
| Konkurencja | Przeciwnik I        | 1/4                         | Przeciwnik I             | Miejsce       |
| ----------- | ------------------- | --------------------------- | ------------------------ | ------------- |
| 57 kg       | Liu Yuxiang (CHN) Z | Deborah Gravenstijn (NED) P | Cinzia Cavazzuti (ITA) P | 3 runda       |